# آنتونیس رموس
آنتونیس رموس (به زبان یونانی:Αντώνης Ρέμος) (زاده: ۱۹ژوئن۱۹۷۰) خواننده مشهور یونانی است. عمده شهرت وی در ایران به خاطر انتشار آهنگ «ma de ginete» می‌باشد.

## زندگی

### اوایل زندگی
او در شهر دوسلدورف آلمان متولد شد. وقتی که بزرگتر شد به همراه خانواده اش به یونان بازگشت. او در طول دوران کودکی اش به موسیقی علاقه پیدا کرد و در همان زمان نواختن گیتار را آموخت.

### سال‌های (۱۹۹۵–۲۰۰۰)
پس از اینکه تصمیم به خواننده شدن گرفت به آتن نقل مکان کرد و در آنجا قردادی با شرکت سونی میوزیک یونان بست. او اولین آلبومش را در سال ۱۹۹۵ با نام «آنتونیس رموس» منتشر کرد.
آلبوم دومش را در سال ۱۹۹۸ با نام "زمانی برای حرکت کردن" ("Kairos Na Pame Parakato") منتشر کرد. در این آلبوم او با چندین تن از ترانه سرایان و آهنگسازان خوب یونانی کار کرد.
در سال ۲۰۰۰ نیز ترانه ای برای فیلم "عشق یک فیل است" ("Love is an elephant") خواند که بسیار محبوب بود و تحسین گشت.

### سال‌های (۲۰۰۰–۲۰۰۵)
او در سال ۲۰۰۱ به همراه ییانیس پارویس یک آلبوم لایو منتشر کرد. رموس در سال ۲۰۰۲ آلبوم "نگران نباش عشق من"("Kardia Mou Min Anisiheis") را روانه بازار کرد که ترانه‌های آن را ترانه‌سرای بزرگ یونانی "یوریوس تئوفانوس" نوشته‌است.
در ۲۰۰۳ آلبوم "یک نفس" ("Mia Anapnoi") را ساخت که ترانه مشهور"اما این نمی تونه اتفاق بیفته" ("ma de ginete") در آن قرار دارد و این ترانه و سایر ترانه‌ها را نیز یوریوس تئوفانوس نوشته‌است و این آلبوم را و آلبوم قبلی را جزو بهترین آلبوم‌های یونانی بدل کرده‌است.
او همچنین در ۲۰۰۵ آلبوم"مثل باد" ("san anemos") را تولید کرد.

#### سال‌های (۲۰۰۵-اکنون)
در سال ۲۰۰۸ آنتونیس رموس آلبوم"حقیقت‌ها و دروغ ها" ("Alithies & Psemata") را روانه بازار موسیقی جهانی کرد.
در سال ۲۰۱۱ آلبوم "دهان‌های بسته" ("Kleista Ta Stomata") را منتشر کرد.
رموس در مجموع کنسرت‌های زیادی بر پا کرده‌است و در آمریکا، کانادا، آفریقا، آلمان، انگلستان، استرالیا و یونان تورهای موسیقی بر پا کرده‌است. همچنین با خوانندگان یونانی و دیگر خوانندگان جهانی ارتباط خوبی دارد و تورهای کنسرت خود را با حضور آنها برگزار می‌کند.

## ترانه‌شناسی
| سال انتشار | نام آلبوم            | نام آلبوم به یونانی           |
| ---------- | -------------------- | ----------------------------- |
| ۱۹۹۵       | آنتونیس رموس         | Αντώνης Ρέμος,                |
| ۱۹۹۸       | زمانی برای حرکت کردن | Kairos Na Pame Parakato       |
| ۱۹۹۹       | شروع از آغاز         | Pali Ap'Tin Arhi              |
| ۲۰۰۲       | نگران نباش عشق من    | Kardia Mou Min Anisiheis      |
| ۲۰۰۳       | یک‌نفس                | Mia Anapnoi                   |
| ۲۰۰۵       | مثل باد              | San Anemos                    |
| ۲۰۰۸       | حقیقت‌ها و دروغ‌ها     | Alithies & Psemata            |
| ۲۰۱۱       | دهان‌های بسته         | Kleista Ta Stomata            |
| ۲۰۱۳       | قلب من به من می‌رود   | I Kardia Me Pigainei Emena    |
| ۲۰۱۶       | تکه‌های شکسته قلب     | Spasmena Kommatia Tis Kardias |